# EHF Champions League der Frauen 2015/16
An der EHF Champions League 2015/16 nahmen insgesamt 22 Handball-Vereinsmannschaften teil, die sich in der vorangegangenen Saison in ihren Heimatländern für den Wettbewerb qualifiziert hatten. Es war die 56. Austragung der EHF Champions League bzw. des Europapokals der Landesmeister. Der montenegrinische Verein ŽRK Budućnost Podgorica war Titelverteidiger. Neuer Titelträger wurde CSM Bukarest.

## Modus
Qualifikation: Die Qualifikation wird im Rahmen mehrerer Turniere ausgetragen: Zwei Gruppen à vier Teams. Pro Gruppe qualifizierte sich das beste Team.
Gruppenphase
Es gibt vier Gruppen mit je vier Mannschaften. In einer Gruppe spielt jeder gegen jeden ein Hin- und Rückspiel; die jeweils drei Gruppenbesten erreichen die Hauptrunde.
Hauptrunde
Es gibt zwei Gruppen mit je sechs Mannschaften. In einer Gruppe spielt jeder gegen jeden ein Hin- und Rückspiel; die vier bestplatzierten Mannschaften jeder Gruppe erreichen das Viertelfinale.
Viertelfinale: Das Viertelfinale wird im K.-o.-System mit Hin- und Rückspiel gespielt. Der Gewinner jeder Partie zieht in das Halbfinale ein.
Final Four: Die Gewinner der Viertelfinalspiele nehmen am Final-Four-Turnier, das Halbfinale und Finale wird am 7. und 8. Mai 2016 ausgetragen. Das Halbfinale wird im K.-o.-System gespielt. Die Gewinner jeder Partie ziehen in das Finale ein. Die Verlierer jeder Partie ziehen in das Spiel um den dritten Platz ein. Es wird pro Halbfinale nur ein Spiel ausgetragen. Auch das Finale und das Spiel um Platz drei wird im einfachen Modus ausgespielt.

## Qualifikation
Die Auslosung der Qualifikation fand am 26. Juni 2015 in Wien statt.

### Qualifikationsturniere

#### Gruppe 1
Das Turnier der Gruppe 1 fand am 12. und 13. September 2015 in Drammen statt.
Die Halbfinalspiele der Gruppe 1 fanden am 12. September 2015 statt. Der Gewinner jeder Partie zog in das Finale, um die Teilnahme an der Gruppenphase, ein. Die Verlierer nahmen am Spiel um die Plätze drei und vier teil.
| Mannschaft 1                                                | Endergebnis       | Mannschaft 2                                            | Datum und Zeit          |
| ----------------------------------------------------------- | ----------------- | ------------------------------------------------------- | ----------------------- |
| Győri ETO KC Jana Knedlíková 7                              | 42 : 13 (20 : 03) | ŽRK Radnički Kragujevac Anđela Janjušević 3             | 12.09.15, Sa. 16:30 Uhr |
| Győri ETO KC Jana Knedlíková 7                              | Spielbericht      | ŽRK Radnički Kragujevac Anđela Janjušević 3             | 500 Zuschauer           |
| Glassverket IF Kristin Nørstebø, Hege Bakken Wahlquist je 9 | 26 : 21 (15 : 08) | SERCODAK Dalfsen Fabienne Logtenberg, Ana Pavkovic je 5 | 12.09.15, Sa. 19:00 Uhr |
| Glassverket IF Kristin Nørstebø, Hege Bakken Wahlquist je 9 | Spielbericht      | SERCODAK Dalfsen Fabienne Logtenberg, Ana Pavkovic je 5 | 720 Zuschauer           |

Das Spiel der Verlierer fand am 13. September 2015 statt.
| Mannschaft 1                                | Endergebnis       | Mannschaft 2                        | Datum und Zeit          |
| ------------------------------------------- | ----------------- | ----------------------------------- | ----------------------- |
| ŽRK Radnički Kragujevac Anđela Janjušević 8 | 17 : 23 (08 : 11) | SERCODAK Dalfsen Roos Van Leeuwen 6 | 13.09.15, So. 14:30 Uhr |
| ŽRK Radnički Kragujevac Anđela Janjušević 8 | Spielbericht      | SERCODAK Dalfsen Roos Van Leeuwen 6 | 125 Zuschauer           |

Das Finale fand am 13. September 2015 statt. Der Gewinner der Partie nimmt an der Gruppenphase der EHF Champions League 2015/16 teil.
| Mannschaft 1               | Endergebnis       | Mannschaft 2                         | Datum und Zeit          |
| -------------------------- | ----------------- | ------------------------------------ | ----------------------- |
| Győri ETO KC Nycke Groot 8 | 30 : 21 (13 : 15) | Glassverket IF Jeanett Kristiansen 6 | 13.09.15, So. 17:00 Uhr |
| Győri ETO KC Nycke Groot 8 | Spielbericht      | Glassverket IF Jeanett Kristiansen 6 | 1.005 Zuschauer         |

#### Gruppe 2
Das Turnier der Gruppe 2 fand am 12. und 13. September 2015 in Baia Mare statt.
Die Halbfinalspiele der Gruppe 2 fanden am 12. September 2015 statt. Der Gewinner jeder Partie zog in das Finale, um die Teilnahme an der Gruppenphase, ein. Die Verlierer nahmen am Spiel um die Plätze drei und vier teil.
| Mannschaft 1                                             | Endergebnis       | Mannschaft 2                                                     | Datum und Zeit          |
| -------------------------------------------------------- | ----------------- | ---------------------------------------------------------------- | ----------------------- |
| Team Esbjerg Estavana Polman, Laura van der Heijden je 7 | 32 : 28 (16 : 12) | Ankara Yenimahalle Yeliz Özel 8                                  | 12.09.15, Sa. 13:30 Uhr |
| Team Esbjerg Estavana Polman, Laura van der Heijden je 7 | Spielbericht      | Ankara Yenimahalle Yeliz Özel 8                                  | 800 Zuschauer           |
| HCM Baia Mare Lois Abbingh, Melinda Geiger je 6          | 31 : 21 (15 : 08) | HK BNTU-BelAS Minsk Anastasiya Mazgo, Katsiaryna Silitskaya je 5 | 12.09.15, Sa. 16:00 Uhr |
| HCM Baia Mare Lois Abbingh, Melinda Geiger je 6          | Spielbericht      | HK BNTU-BelAS Minsk Anastasiya Mazgo, Katsiaryna Silitskaya je 5 | 1.800 Zuschauer         |

Das Spiel der Verlierer fand am 13. September 2015 statt.
| Mannschaft 1                           | Endergebnis       | Mannschaft 2                           | Datum und Zeit          |
| -------------------------------------- | ----------------- | -------------------------------------- | ----------------------- |
| Ankara Yenimahalle Marina Tankaskaya 7 | 27 : 31 (14 : 16) | HK BNTU-BelAS Minsk Anastasiya Mazgo 8 | 13.09.15, So. 14:00 Uhr |
| Ankara Yenimahalle Marina Tankaskaya 7 | Spielbericht      | HK BNTU-BelAS Minsk Anastasiya Mazgo 8 | 600 Zuschauer           |

Das Finale fand am 13. September 2015 statt. Der Gewinner der Partie nimmt an der Gruppenphase der EHF Champions League 2015/16 teil.
| Mannschaft 1                         | Endergebnis       | Mannschaft 2                                 | Datum und Zeit          |
| ------------------------------------ | ----------------- | -------------------------------------------- | ----------------------- |
| Team Esbjerg Laura van der Heijden 5 | 21 : 32 (09 : 15) | HCM Baia Mare Valentina Neli Ardean Elisei 9 | 13.09.15, So. 16:30 Uhr |
| Team Esbjerg Laura van der Heijden 5 | Spielbericht      | HCM Baia Mare Valentina Neli Ardean Elisei 9 | 2.000 Zuschauer         |

## Gruppenphase
Die Auslosung der Gruppenphase fand am 26. Juni 2015 in Wien statt.
Es nahmen die 2 Erstplatzierten aus den Qualifikationsturnieren und die 14, die sich vorher für den Wettbewerb qualifiziert hatten, teil.

### Qualifizierte Teams
| Topf 1: - FTC-Rail Cargo Hungaria - ŽRK Budućnost Podgorica - Larvik HK - FC Midtjylland Håndbold | Topf 2: - Rokometni Klub Krim - ŽRK Vardar SCBT - Thüringer HC - CSM Bukarest |

| Topf 3: - IK Sävehof - GK Rostow am Don - Hypo Niederösterreich - RK Lokomotiva Zagreb | Topf 4: - MKS Lublin - CJF Fleury Loiret Handball - Győri ETO KC - HCM Baia Mare |

### Gruppen
| Gruppe A Larvik HK RK Krim Mercator GK Rostow am Don HCM Baia Mare | Gruppe B FTC-Rail Cargo Hungaria Thüringer HC ŽRK Podravka Koprivnica CJF Fleury Loiret Handball | Gruppe C FC Midtjylland Håndbold ŽRK Vardar SCBT Hypo Niederösterreich Győri ETO KC | Gruppe D ŽRK Budućnost Podgorica CSM Bukarest IK Sävehof MKS Lublin |

#### Entscheidungen
|  | Qualifikationsplatz für die Hauptrunde |
|  | Platz des ausscheidenden Vereins       |

#### Gruppe A
| Pl. | Mannschaft       | Sp. | S | U | N | T   | GT  | Diff | Pkt |
| --- | ---------------- | --- | - | - | - | --- | --- | ---- | --- |
| 1.  | GK Rostow am Don | 6   | 6 | 0 | 0 | 173 | 148 | +25  | 12  |
| 2.  | Larvik HK        | 6   | 4 | 0 | 2 | 173 | 153 | +20  | 08  |
| 3.  | HCM Baia Mare    | 6   | 2 | 0 | 4 | 165 | 162 | +03  | 04  |
| 4.  | RK Krim Mercator | 6   | 0 | 0 | 6 | 160 | 208 | −48  | 0   |

| 16. Oktober 2015, Fr. 19:00 Uhr in Arena Stožice, Ljubljana                             | 1.500 Zuschauer Spielbericht | RK Krim Mercator Tamara Mavsar 12                         | 27 : 33 (15 : 16) | HCM Baia Mare Lois Abbingh, Allison Pineau je 9                      |
| 17. Oktober 2015, Sa. 18:30 Uhr in Arena Larvik, Larvik                                 | 2.015 Zuschauer Spielbericht | Larvik HK Nora Mørk 6                                     | 21 : 27 (10 : 14) | GK Rostow am Don Jekaterina Iljina 9                                 |
| 23. Oktober 2015, Fr. 18:00 Uhr in Sala Polivalentă Lascăr Pană, Baia Mare – Maramureș  | 2.500 Zuschauer Spielbericht | HCM Baia Mare Allison Pineau 8                            | 29 : 31 (14 : 19) | Larvik HK Nora Mørk, Thea Mørk je 9                                  |
| 24. Oktober 2015, Sa. 16:00 Uhr in Dworez sporta, Rostow am Don                         | 3.000 Zuschauer Spielbericht | GK Rostow am Don Julija Manaharowa 9                      | 35 : 26 (19 : 12) | RK Krim Mercator Mirjeta Bajramoska 6                                |
| 30. Oktober 2015, Fr. 19:00 Uhr in Arena Stožice, Ljubljana                             | 1.000 Zuschauer Spielbericht | RK Krim Mercator Polona Barič 5                           | 21 : 37 (10 : 21) | Larvik HK Amanda Kurtović 8                                          |
| 30. Oktober 2015, Fr. 18:00 Uhr in Sala Polivalentă Lascăr Pană, Baia Mare – Maramureș  | 2.000 Zuschauer Spielbericht | HCM Baia Mare Lois Abbingh 5                              | 20 : 22 (10 : 13) | GK Rostow am Don Jekaterina Iljina, Anna Sen, Julija Manaharowa je 5 |
| 7. November 2015, Sa. 17:00 Uhr in Dworez sporta, Rostow am Don                         | 2.500 Zuschauer Spielbericht | GK Rostow am Don Julija Manaharowa 6                      | 27 : 26 (14 : 15) | HCM Baia Mare Allison Pineau 10                                      |
| 7. November 2015, Sa. 18:30 Uhr in Arena Larvik, Larvik                                 | 1.710 Zuschauer Spielbericht | Larvik HK Amanda Kurtović 10                              | 32 : 28 (17 : 15) | RK Krim Mercator Elizabeth Omoregie 9                                |
| 14. November 2015, Sa. 18:00 Uhr in Dworez sporta, Rostow am Don                        | 2.500 Zuschauer Spielbericht | GK Rostow am Don Ksenija Makejewa, Julija Manaharowa je 5 | 26 : 25 (15 : 14) | Larvik HK Kristine Breistøl 13                                       |
| 14. November 2015, Sa. 18:00 Uhr in Sala Polivalentă Lascăr Pană, Baia Mare – Maramureș | 2.000 Zuschauer Spielbericht | HCM Baia Mare Allison Pineau 9                            | 35 : 28 (16 : 14) | RK Krim Mercator Elizabeth Omoregie 10                               |
| 20. November 2015, Fr. 18:00 Uhr in Arena Stožice, Ljubljana                            | 500 Zuschauer Spielbericht   | RK Krim Mercator Polona Barič 8                           | 31 : 36 (14 : 18) | GK Rostow am Don Jekaterina Iljina 7                                 |
| 21. November 2015, Sa. 18:30 Uhr in Arena Larvik, Larvik                                | 1.873 Zuschauer Spielbericht | Larvik HK Nora Mørk 11                                    | 27 : 22 (12 : 12) | HCM Baia Mare Lois Abbingh, Allison Pineau je 4                      |

#### Gruppe B
| Pl. | Mannschaft                 | Sp. | S | U | N | T   | GT  | Diff | Pkt |
| --- | -------------------------- | --- | - | - | - | --- | --- | ---- | --- |
| 1.  | FTC-Rail Cargo Hungaria    | 6   | 5 | 1 | 0 | 181 | 146 | +35  | 11  |
| 2.  | CJF Fleury Loiret Handball | 6   | 2 | 3 | 1 | 144 | 149 | −05  | 07  |
| 3.  | Thüringer HC               | 6   | 2 | 1 | 3 | 159 | 156 | +03  | 05  |
| 4.  | ŽRK Podravka Koprivnica    | 6   | 0 | 1 | 5 | 117 | 150 | −33  | 01  |

| 18. Oktober 2015, So. 14:00 Uhr in Wiedigsburghalle Nordhausen, Nordhausen              | 1.600 Zuschauer Spielbericht | Thüringer HC Svenja Huber, Eliza Buceschi je 5             | 27 : 27 (15 : 15) | CJF Fleury Loiret Handball Gnonsiane Niombla 7                                |
| 18. Oktober 2015, So. 17:15 Uhr in OBO Aréna Dabas, Budapest                            | 2.498 Zuschauer Spielbericht | FTC-Rail Cargo Hungaria Luca Szekerczés 7                  | 28 : 16 (13 : 05) | ŽRK Podravka Koprivnica Dora Krsnik 4                                         |
| 25. Oktober 2015, So. 15:15 Uhr in Palais des Sports, Orléans                           | 2.300 Zuschauer Spielbericht | CJF Fleury Loiret Handball Alexandrina Cabral Barbosa 12   | 28 : 28 (14 : 11) | FTC-Rail Cargo Hungaria Nerea Pena 5                                          |
| 25. Oktober 2015, So. 17:25 Uhr in Sportska dvorana Gimnazije Fran Galović, Koprivnica  | 2.000 Zuschauer Spielbericht | ŽRK Podravka Koprivnica Ivana Dežić, Selena Milošević je 5 | 21 : 27 (13 : 11) | Thüringer HC Svenja Huber, Eliza Buceschi je 7                                |
| 1. November 2015, So. 14:00 Uhr in Wiedigsburghalle Nordhausen, Nordhausen              | 1.900 Zuschauer Spielbericht | Thüringer HC Svenja Huber 7                                | 27 : 30 (13 : 18) | FTC-Rail Cargo Hungaria Zita Szucsánszki 8                                    |
| 1. November 2015, So. 17:30 Uhr in Sportska dvorana Gimnazije Fran Galović, Koprivnica  | 2.000 Zuschauer Spielbericht | ŽRK Podravka Koprivnica Ivana Dežić, Lana Franković je 5   | 20 : 20 (11 : 13) | CJF Fleury Loiret Handball Alexandrina Cabral Barbosa 8                       |
| 7. November 2015, Sa. 18:00 Uhr in SYMA Rendezvény és Kongresszusi Központ, Budapest    | 3.000 Zuschauer Spielbericht | FTC-Rail Cargo Hungaria Nerea Pena 5                       | 32 : 28 (19 : 12) | Thüringer HC Iveta Luzumová 6                                                 |
| 8. November 2015, So. 17:30 Uhr in Palais des Sports, Orléans                           | 2.400 Zuschauer Spielbericht | CJF Fleury Loiret Handball Gnonsiane Niombla 5             | 19 : 17 (11 : 06) | ŽRK Podravka Koprivnica Selena Milošević 5                                    |
| 15. November 2015, So. 17:25 Uhr in Sportska dvorana Gimnazije Fran Galović, Koprivnica | 2.195 Zuschauer Spielbericht | ŽRK Podravka Koprivnica Lana Franković 5                   | 24 : 27 (12 : 16) | FTC-Rail Cargo Hungaria Zita Szucsánszki 6                                    |
| 6. Januar 2016, Mi. in Palais des Sports, Orléans                                       | 2.000 Zuschauer Spielbericht | CJF Fleury Loiret Handball Gnonsiane Niombla 9             | 27 : 21 (10 : 12) | Thüringer HC Danick Snelder 6                                                 |
| 21. November 2015, Sa. 14:00 Uhr in Wiedigsburghalle Nordhausen, Nordhausen             | 1.600 Zuschauer Spielbericht | Thüringer HC Eliza Buceschi 8                              | 29 : 19 (13 : 06) | ŽRK Podravka Koprivnica Ekatarina Nemaškalo 5                                 |
| 22. November 2015, So. 17:00 Uhr in SYMA Rendezvény és Kongresszusi Központ, Budapest   | 2.800 Zuschauer Spielbericht | FTC-Rail Cargo Hungaria Szandra Szöllősi-Zácsik 11         | 36 : 23 (24 : 12) | CJF Fleury Loiret Handball Gnonsiane Niombla, Alexandrina Cabral Barbosa je 5 |

#### Gruppe C
| Pl. | Mannschaft              | Sp. | S | U | N | T   | GT  | Diff | Pkt |
| --- | ----------------------- | --- | - | - | - | --- | --- | ---- | --- |
| 1.  | Győri ETO KC            | 6   | 4 | 1 | 1 | 164 | 134 | +30  | 9   |
| 2.  | ŽRK Vardar SCBT         | 6   | 4 | 0 | 2 | 182 | 144 | +38  | 8   |
| 3.  | FC Midtjylland Håndbold | 6   | 3 | 1 | 2 | 153 | 149 | +04  | 7   |
| 4.  | Hypo Niederösterreich   | 6   | 0 | 0 | 6 | 135 | 207 | −72  | 0   |

| 17. Oktober 2015, Sa. 20:15 Uhr in Sport Center Jane Sandanski, Skopje  | 3.800 Zuschauer Spielbericht | ŽRK Vardar SCBT Maja Sokač 5                               | 22 : 27 (10 : 13) | Győri ETO KC Anikó Kovacsics 6                                                   |
| 18. Oktober 2015, So. 15:10 Uhr in IBF Arena, Ikast                     | 1.227 Zuschauer Spielbericht | FC Midtjylland Håndbold Trine Østergaard Jensen 9          | 33 : 21 (14 : 11) | Hypo Niederösterreich Patricia Kovacs 6                                          |
| 24. Oktober 2015, Sa. 20:15 Uhr in BSFZ Südstadt, Maria Enzersdorf      | 1.100 Zuschauer Spielbericht | Hypo Niederösterreich Alžbeta Tóthová 6                    | 25 : 38 (09 : 22) | ŽRK Vardar SCBT Sanja Damnjanović, Andrea Lekić, Sara Ristovska, Maja Sokač je 4 |
| 25. Oktober 2015, So. 19:00 Uhr in Audi Arena, Győr                     | 4.617 Zuschauer Spielbericht | Győri ETO KC Anita Görbicz 5                               | 21 : 26 (11 : 11) | FC Midtjylland Håndbold Louise Burgaard 8                                        |
| 31. Oktober 2015, Sa. 20:25 Uhr in BSFZ Südstadt, Maria Enzersdorf      | 900 Zuschauer Spielbericht   | Hypo Niederösterreich Alžbeta Tóthová 10                   | 21 : 29 (06 : 15) | Győri ETO KC Szimonetta Planéta, Linn Jørum Sulland je 4                         |
| 1. November 2015, So. 15:15 Uhr in Sport Center Jane Sandanski, Skopje  | 3.000 Zuschauer Spielbericht | ŽRK Vardar SCBT Andrea Penezić 10                          | 33 : 24 (16 : 08) | FC Midtjylland Håndbold Trine Østergaard Jensen 5                                |
| 8. November 2015, So. 17:00 Uhr in Audi Arena, Győr                     | 4.491 Zuschauer Spielbericht | Győri ETO KC Heidi Løke, Zsuzsanna Tomori je 7             | 37 : 16 (17 : 09) | Hypo Niederösterreich Alžbeta Tóthová 3                                          |
| 8. November 2015, So. 17:00 Uhr in IBF Arena, Ikast                     | 1.720 Zuschauer Spielbericht | FC Midtjylland Håndbold Johanna Ahlm, Louise Burgaard je 3 | 15 : 25 (11 : 12) | ŽRK Vardar SCBT Andrea Lekić 6                                                   |
| 13. November 2015, Fr. 20:25 Uhr in BSFZ Südstadt, Maria Enzersdorf     | 800 Zuschauer Spielbericht   | Hypo Niederösterreich Alžbeta Tóthová 7                    | 27 : 33 (10 : 16) | FC Midtjylland Håndbold Pauline Bøgelund 8                                       |
| 14. November 2015, Sa. 16:00 Uhr in Audi Arena, Győr                    | 5.089 Zuschauer Spielbericht | Győri ETO KC Anita Görbicz 8                               | 28 : 27 (14 : 17) | ŽRK Vardar SCBT Siraba Dembélé, Tatjana Chmyrowa, Jovanka Radičević je 4         |
| 21. November 2015, Sa. 17:30 Uhr in Sport Center Jane Sandanski, Skopje | 2.500 Zuschauer Spielbericht | ŽRK Vardar SCBT Andrea Lekić 9                             | 37 : 25 (15 : 14) | Hypo Niederösterreich Jennifer Thurner 6                                         |
| 22. November 2015, So. 15:10 Uhr in IBF Arena, Ikast                    | 1.843 Zuschauer Spielbericht | FC Midtjylland Håndbold Stine Jørgensen, Fie Woller je 5   | 22 : 22 (12 : 10) | Győri ETO KC Eduarda Amorim, Anita Görbicz je 5                                  |

#### Gruppe D
| Pl. | Mannschaft              | Sp. | S | U | N | T   | GT  | Diff | Pkt |
| --- | ----------------------- | --- | - | - | - | --- | --- | ---- | --- |
| 1.  | ŽRK Budućnost Podgorica | 6   | 5 | 1 | 0 | 169 | 131 | +38  | 11  |
| 2.  | CSM Bukarest            | 6   | 4 | 1 | 1 | 163 | 138 | +25  | 09  |
| 3.  | IK Sävehof              | 6   | 2 | 0 | 4 | 138 | 158 | −20  | 04  |
| 4.  | MKS Lublin              | 6   | 0 | 0 | 6 | 141 | 184 | −43  | 0   |

| 16. Oktober 2015, Fr. 19:00 Uhr in Complex Sportiv Național, Bukarest | 3.500 Zuschauer Spielbericht | CSM Bukarest Line Jørgensen, Ana Paula Rodrigues Belo, Cristina Vărzaru je 6 | 33 : 21 (14 : 13) | MKS Lublin Marta Gęga, Iwona Niedźwiedź je 5        |
| 18. Oktober 2015, So. 19:00 Uhr in S.C. Morača, Podgorica             | 3.500 Zuschauer Spielbericht | ŽRK Budućnost Podgorica Majda Mehmedović 6                                   | 33 : 20 (17 : 08) | IK Sävehof Julia Eriksson 5                         |
| 23. Oktober 2015, Fr. 18:00 Uhr in Hala Globus, Lublin                | 2.850 Zuschauer Spielbericht | MKS Lublin Iwona Niedźwiedź 8                                                | 23 : 31 (13 : 17) | ŽRK Budućnost Podgorica Cristina Neagu 9            |
| 23. Oktober 2015, Fr. 19:00 Uhr in Partillebohallen, Partille         | 1.305 Zuschauer Spielbericht | IK Sävehof Olivia Mellegård 4                                                | 17 : 28 (09 : 13) | CSM Bukarest Line Jørgensen 7                       |
| 30. Oktober 2015, Fr. 18:00 Uhr in Hala Globus, Lublin                | 2.200 Zuschauer Spielbericht | MKS Lublin Krystsina Repelewska 6                                            | 21 : 34 (10 : 17) | IK Sävehof Emma Ekenman-Fernis 6                    |
| 1. November 2015, So. 19:00 Uhr in Complex Sportiv Național, Bukarest | 4.500 Zuschauer Spielbericht | CSM Bukarest Ana Paula Rodrigues Belo 5                                      | 22 : 28 (11 : 15) | ŽRK Budućnost Podgorica Cristina Neagu 9            |
| 6. November 2015, Fr. 19:00 Uhr in Partillebohallen, Partille         | 1.355 Zuschauer Spielbericht | IK Sävehof Julia Eriksson 8                                                  | 27 : 24 (14 : 11) | MKS Lublin Iwona Niedźwiedź 8                       |
| 8. November 2015, So. 19:00 Uhr in S.C. Morača, Podgorica             | 3.500 Zuschauer Spielbericht | ŽRK Budućnost Podgorica Katarina Bulatović 8                                 | 23 : 23 (12 : 13) | CSM Bukarest Isabelle Gulldén 7                     |
| 13. November 2015, Fr. 19:00 Uhr in Hala Globus, Lublin               | 1.800 Zuschauer Spielbericht | MKS Lublin Iwona Niedźwiedź 7                                                | 27 : 30 (13 : 15) | CSM Bukarest Isabelle Gulldén 8                     |
| 15. November 2015, So. 17:00 Uhr in Partillebohallen, Partille        | 860 Zuschauer Spielbericht   | IK Sävehof Julia Eriksson, Louise Sand je 5                                  | 18 : 25 (11 : 14) | ŽRK Budućnost Podgorica Katarina Bulatović 6        |
| 20. November 2015, Fr. 18:00 Uhr in S.C. Morača, Podgorica            | 1.500 Zuschauer Spielbericht | ŽRK Budućnost Podgorica Katarina Bulatović, Cristina Neagu je 8              | 29 : 25 (12 : 13) | MKS Lublin Jéssica Quintino 6                       |
| 20. November 2015, Fr. 18:00 Uhr in Dinamo București, Bukarest        | 1.800 Zuschauer Spielbericht | CSM Bukarest Isabelle Gulldén 6                                              | 22 : 28 (11 : 15) | IK Sävehof Julia Eriksson, Emma Ekenman-Fernis je 5 |

## Hauptrunde
Es nahmen die 12 Mannschaften der Gruppenphase teil, die in zwei Gruppen die Plätze für das Viertelfinale ausspielten. Die Ergebnisse der Teams, die schon in der Gruppenphase gegeneinander spielten, wurden übernommen.

### Entscheidungen
|  | Qualifikationsplatz für das Viertelfinale |
|  | Platz des ausscheidenden Vereins          |

### Gruppe 1
| Pl. | Mannschaft                 | Sp. | S | U | N | T   | GT  | Diff | Pkt |
| --- | -------------------------- | --- | - | - | - | --- | --- | ---- | --- |
| 1.  | GK Rostow am Don           | 10  | 9 | 1 | 0 | 281 | 237 | +44  | 19  |
| 2.  | Larvik HK                  | 10  | 6 | 0 | 4 | 281 | 263 | +18  | 12  |
| 3.  | FTC-Rail Cargo Hungaria    | 10  | 5 | 2 | 3 | 282 | 272 | +10  | 12  |
| 4.  | HCM Baia Mare              | 10  | 5 | 0 | 5 | 259 | 247 | +12  | 10  |
| 5.  | CJF Fleury Loiret Handball | 10  | 2 | 2 | 6 | 252 | 287 | −35  | 06  |
| 6.  | Thüringer HC               | 10  | 0 | 1 | 9 | 244 | 297 | −53  | 01  |

| 9. Januar 2016, Sa. 16:00 Uhr in Dworez sporta, Rostow am Don                          | 3.386 Zuschauer Spielbericht | GK Rostow am Don Jekaterina Iljina 8                         | 23 : 21 (13 : 11) | FTC-Rail Cargo Hungaria Luca Szekerczés, Dóra Hornyák je 4 |
| 9. Januar 2016, Sa. 18:30 Uhr in Arena Larvik, Larvik                                  | 1.603 Zuschauer Spielbericht | Larvik HK Gro Hammerseng-Edin, Nora Mørk je 5                | 28 : 19 (14 : 07) | Thüringer HC Eliza Buceschi 5                              |
| 10. Januar 2016, So. 18:00 Uhr in Sala Polivalentă Lascăr Pană, Baia Mare – Maramureș  | 2.200 Zuschauer Spielbericht | HCM Baia Mare Allison Pineau 9                               | 31 : 28 (13 : 15) | CJF Fleury Loiret Handball Gnonsiane Niombla 9             |
| 16. Januar 2016, Sa. 16:00 Uhr in SYMA Rendezvény és Kongresszusi Központ, Budapest    | 3.000 Zuschauer Spielbericht | FTC-Rail Cargo Hungaria Nerea Pena 9                         | 30 : 27 (19 : 14) | Larvik HK Nora Mørk 7                                      |
| 16. Januar 2016, Sa. 17:00 Uhr in Wiedigsburghalle Nordhausen, Nordhausen              | 1.500 Zuschauer Spielbericht | Thüringer HC Eliza Buceschi 7                                | 23 : 25 (12 : 10) | HCM Baia Mare Alexandra do Nascimento 7                    |
| 17. Januar 2016, So. 16:15 Uhr in Palais des Sports, Orléans                           | 2.100 Zuschauer Spielbericht | CJF Fleury Loiret Handball Gnonsiane Niombla 8               | 22 : 27 (13 : 10) | GK Rostow am Don Regina Schimkute 6                        |
| 5. Februar 2016, Fr. 20:00 Uhr in Sala Polivalentă Lascăr Pană, Baia Mare – Maramureș  | 2.300 Zuschauer Spielbericht | HCM Baia Mare Allison Pineau 10                              | 32 : 24 (16 : 14) | FTC-Rail Cargo Hungaria Nerea Pena 9                       |
| 6. Februar 2016, Sa. 17:00 Uhr in Dworez sporta, Rostow am Don                         | 3.250 Zuschauer Spielbericht | GK Rostow am Don Jekaterina Iljina 10                        | 32 : 24 (15 : 07) | Thüringer HC Danick Snelder 4                              |
| 7. Februar 2016, Sa. 18:30 Uhr in Arena Larvik, Larvik                                 | 2.137 Zuschauer Spielbericht | Larvik HK Nora Mørk 12                                       | 26 : 31 (14 : 15) | CJF Fleury Loiret Handball Alexandrina Cabral Barbosa 9    |
| 13. Februar 2016, Sa. 16:00 Uhr in SYMA Rendezvény és Kongresszusi Központ, Budapest   | 3.000 Zuschauer Spielbericht | FTC-Rail Cargo Hungaria Luca Szekerczés, Szandra Zácsik je 6 | 29 : 29 (15 : 13) | GK Rostow am Don Jekaterina Iljina 9                       |
| 14. Februar 2016, So. 14:00 Uhr in Wiedigsburghalle Nordhausen, Nordhausen             | 1.900 Zuschauer Spielbericht | Thüringer HC Svenja Huber 5                                  | 20 : 28 (11 : 13) | Larvik HK Nora Mørk 9                                      |
| 14. Februar 2016, So. 19:00 Uhr in Palais des Sports, Orléans                          | 2.300 Zuschauer Spielbericht | CJF Fleury Loiret Handball Manon Houette 7                   | 17 : 18 (8 : 8)   | HCM Baia Mare Lois Abbingh 6                               |
| 19. Februar 2016, Fr. 18:00 Uhr in Sala Polivalentă Lascăr Pană, Baia Mare – Maramureș | 2.080 Zuschauer Spielbericht | HCM Baia Mare Alexandra do Nascimento 9                      | 38 : 27 (19 : 12) | Thüringer HC Meike Schmelzer 6                             |
| 20. Februar 2016, Sa. 17:00 Uhr in Dworez sporta, Rostow am Don                        | 2.800 Zuschauer Spielbericht | GK Rostow am Don Jekaterina Iljina 9                         | 38 : 21 (21 : 12) | CJF Fleury Loiret Handball Mélissa Agathe 5                |
| 20. Februar 2016, Sa. 19:00 Uhr in Arena Larvik, Larvik                                | 2.817 Zuschauer Spielbericht | Larvik HK Nora Mørk 10                                       | 37 : 31 (20 : 15) | FTC-Rail Cargo Hungaria Nerea Pena 7                       |
| 27. Februar 2016, Sa. 14:30 Uhr in SYMA Rendezvény és Kongresszusi Központ, Budapest   | 3.000 Zuschauer Spielbericht | FTC-Rail Cargo Hungaria Nerea Pena 7                         | 21 : 18 (14 : 07) | HCM Baia Mare Alexandra do Nascimento 8                    |
| 28. Februar 2016, So. 14:00 Uhr in Wiedigsburghalle Nordhausen, Nordhausen             | 1.700 Zuschauer Spielbericht | Thüringer HC Eliza Buceschi 8                                | 28 : 32 (14 : 15) | GK Rostow am Don Jekaterina Iljina 8                       |
| 28. Februar 2016, So. 15:15 Uhr in Palais des Sports, Orléans                          | 2.000 Zuschauer Spielbericht | CJF Fleury Loiret Handball Alexandrina Barbosa 6             | 28 : 31 (16 : 15) | Larvik HK Nora Mørk 10                                     |

### Gruppe 2
| Pl. | Mannschaft              | Sp. | S | U | N | T   | GT  | Diff | Pkt |
| --- | ----------------------- | --- | - | - | - | --- | --- | ---- | --- |
| 1.  | ŽRK Budućnost Podgorica | 10  | 7 | 1 | 2 | 264 | 211 | +53  | 15  |
| 2.  | Győri ETO KC            | 10  | 7 | 1 | 2 | 252 | 230 | +22  | 15  |
| 3.  | ŽRK Vardar SCBT         | 10  | 7 | 0 | 3 | 270 | 246 | +24  | 14  |
| 4.  | CSM Bukarest            | 10  | 4 | 1 | 5 | 242 | 239 | +03  | 09  |
| 5.  | FC Midtjylland Håndbold | 10  | 2 | 1 | 7 | 220 | 261 | −41  | 05  |
| 6.  | IK Sävehof              | 10  | 1 | 0 | 9 | 225 | 286 | −61  | 02  |

| 9. Januar 2016, Sa. 16:00 Uhr in Audi Arena, Győr                                    | 5.220 Zuschauer Spielbericht | Győri ETO KC Linn Jørum Sulland 6                 | 22 : 20 (13 : 11) | ŽRK Budućnost Podgorica Cristina Neagu, Katarina Bulatović je 4 |
| 9. Januar 2016, Sa. 17:30 Uhr in Sport Center Jane Sandanski, Skopje                 | 2.000 Zuschauer Spielbericht | ŽRK Vardar SCBT Andrea Lekić 5                    | 22 : 21 (11 : 11) | CSM Bukarest Isabelle Gulldén 8                                 |
| 10. Januar 2016, So. 17:00 Uhr in IBF Arena, Ikast                                   | 1.105 Zuschauer Spielbericht | FC Midtjylland Håndbold Johanna Ahlm 7            | 25 : 21 (15 : 09) | IK Sävehof Joanna Lindvall-Haggren 5                            |
| 15. Januar 2016, Fr. 20:00 Uhr in Sala Polivalentă Ioan Kunst Ghermănescu, Bukarest  | 3.845 Zuschauer Spielbericht | CSM Bukarest Isabelle Gulldén 9                   | 24 : 22 (10 : 12) | FC Midtjylland Håndbold Johanna Ahlm 7                          |
| 17. Januar 2016, So. 16:00 Uhr in S.C. Morača, Podgorica                             | 4.500 Zuschauer Spielbericht | ŽRK Budućnost Podgorica Dragana Cvijić 7          | 31 : 19 (16 : 08) | ŽRK Vardar SCBT Maja Sokač 5                                    |
| 17. Januar 2016, So. 16:15 Uhr in Partillebohallen, Partille                         | 821 Zuschauer Spielbericht   | IK Sävehof Emma Ekenman-Fernis 4                  | 18 : 26 (06 : 13) | Győri ETO KC Nycke Groot 6                                      |
| 6. Februar 2016, Sa. 17:00 Uhr in Audi Arena, Győr                                   | 5.000 Zuschauer Spielbericht | Győri ETO KC Nycke Groot 6                        | 28 : 22 (12 : 10) | CSM Bukarest Isabelle Gulldén 8                                 |
| 6. Februar 2016, Sa. 17:30 Uhr in Sport Center Jane Sandanski, Skopje                | 2.500 Zuschauer Spielbericht | ŽRK Vardar SCBT Andrea Lekić, Andrea Penezić je 6 | 37 : 25 (19 : 10) | IK Sävehof Julia Eriksson 7                                     |
| 7. Februar 2016, So. 17:00 Uhr in IBF Arena, Ikast                                   | 1.532 Zuschauer Spielbericht | FC Midtjylland Håndbold Johanna Ahlm 5            | 18 : 28 (09 : 13) | ŽRK Budućnost Podgorica Cristina Neagu, Katarina Bulatović je 7 |
| 12. Februar 2016, Fr. 19:00 Uhr in Partillebohallen, Partille                        | 619 Zuschauer Spielbericht   | IK Sävehof Julia Eriksson 11                      | 32 : 24 (17 : 11) | FC Midtjylland Håndbold Johanna Ahlm 6                          |
| 14. Februar 2016, So. 19:00 Uhr in S.C. Morača, Podgorica                            | 5.000 Zuschauer Spielbericht | ŽRK Budućnost Podgorica Dragana Cvijić 6          | 25 : 22 (12 : 12) | Győri ETO KC Eduarda Amorim 7                                   |
| 16. Februar 2016, Mo. 18:00 Uhr in Sala Polivalentă Ioan Kunst Ghermănescu, Bukarest | 4.600 Zuschauer Spielbericht | CSM Bukarest Carmen Martín 6                      | 25 : 30 (11 : 17) | ŽRK Vardar SCBT Andrea Lekić 9                                  |
| 19. Februar 2016, Fr. 19:00 Uhr in Audi Arena, Győr                                  | 4.534 Zuschauer Spielbericht | Győri ETO KC Nycke Groot, Ida Alstad je 6         | 32 : 26 (19 : 14) | IK Sävehof Julia Eriksson 7                                     |
| 21. Februar 2016, So. 15:10 Uhr in IBF Arena, Ikast                                  | 2.246 Zuschauer Spielbericht | FC Midtjylland Håndbold Stine Jørgensen 6         | 23 : 28 (12 : 12) | CSM Bukarest Isabelle Gulldén 8                                 |
| 21. Februar 2016, So. 17:30 Uhr in Sport Center Jane Sandanski, Skopje               | 4.000 Zuschauer Spielbericht | ŽRK Vardar SCBT Barbara Lazović 6                 | 26 : 24 (11 : 11) | ŽRK Budućnost Podgorica Katarina Bulatović 6                    |
| 26. Februar 2016, Fr. 19:00 Uhr in Partillebohallen, Partille                        | 848 Zuschauer Spielbericht   | IK Sävehof Louise Sand 6                          | 26 : 29 (14 : 14) | ŽRK Vardar SCBT Maja Sokač 7                                    |
| 28. Februar 2016, So. 16:00 Uhr in Sala Polivalentă Ioan Kunst Ghermănescu, Bukarest | 4.000 Zuschauer Spielbericht | CSM Bukarest Isabelle Gulldén 8                   | 22 : 24 (8 : 14)  | Győri ETO KC Heidi Løke, Linn Jørum Sulland 5                   |
| 28. Februar 2016, So. 17:00 Uhr in S.C. Morača, Podgorica                            | 3.600 Zuschauer Spielbericht | ŽRK Budućnost Podgorica Dragana Cvijić 5          | 27 : 21 (14 : 7)  | FC Midtjylland Håndbold Johanna Ahlm 5                          |

## Viertelfinale
Im Viertelfinale nahmen die vier bestplatzierten Mannschaften der beiden Hauptrundengruppen teil, die überkreuz aufeinandertrafen. Die Gewinner qualifizierten sich für das Final-Four.

### Qualifizierte Teams
| - GK Rostow am Don - ŽRK Budućnost Podgorica - Larvik HK - Győri ETO KC - FTC-Rail Cargo Hungaria - ŽRK Vardar SCBT - HCM Baia Mare - CSM Bukarest |

### Ausgeloste Spiele und Ergebnisse
| Mannschaft 1                                      | Mannschaft 2                              | Hinspiel             | Rückspiel            | Gesamt  |
| ------------------------------------------------- | ----------------------------------------- | -------------------- | -------------------- | ------- |
| CSM Bukarest Ana Paula Rodrigues Belo 10          | GK Rostow am Don Jekaterina Iljina 17     | 31.03.2016 19:00 Uhr | 09.04.2016 17:00 Uhr | 55 : 53 |
| CSM Bukarest Ana Paula Rodrigues Belo 10          | GK Rostow am Don Jekaterina Iljina 17     | 26 : 25 (11 : 12)    | 29 : 28 (16 : 11)    | 55 : 53 |
| CSM Bukarest Ana Paula Rodrigues Belo 10          | GK Rostow am Don Jekaterina Iljina 17     | 4.500 Zuschauer      | 3.400 Zuschauer      | 55 : 53 |
| ŽRK Vardar SCBT Andrea Penezić 13                 | Larvik HK Nora Mørk 13                    | 02.04.2016 17:30 Uhr | 10.04.2016 15:30 Uhr | 60 : 48 |
| ŽRK Vardar SCBT Andrea Penezić 13                 | Larvik HK Nora Mørk 13                    | 34 : 20 (16 : 09)    | 26 : 28 (13 : 11)    | 60 : 48 |
| ŽRK Vardar SCBT Andrea Penezić 13                 | Larvik HK Nora Mørk 13                    | 3.500 Zuschauer      | 3.000 Zuschauer      | 60 : 48 |
| FTC-Rail Cargo Hungaria Zita Szucsánszki 8        | Győri ETO KC Heidi Løke 13                | 02.04.2016 15:00 Uhr | 09.04.2016 17:00 Uhr | 41 : 71 |
| FTC-Rail Cargo Hungaria Zita Szucsánszki 8        | Győri ETO KC Heidi Løke 13                | 18 : 31 (12 : 17)    | 23 : 40 (10 : 22)    | 41 : 71 |
| FTC-Rail Cargo Hungaria Zita Szucsánszki 8        | Győri ETO KC Heidi Løke 13                | 2.498 Zuschauer      | 5.027 Zuschauer      | 41 : 71 |
| HCM Baia Mare Lois Abbingh, Patricia Vizitiu je 9 | ŽRK Budućnost Podgorica Cristina Neagu 18 | 02.04.2016 14:00 Uhr | 10.04.2016 19:00 Uhr | 49 : 61 |
| HCM Baia Mare Lois Abbingh, Patricia Vizitiu je 9 | ŽRK Budućnost Podgorica Cristina Neagu 18 | 24 : 29 (10 : 17)    | 25 : 32 (14 : 13)    | 49 : 61 |
| HCM Baia Mare Lois Abbingh, Patricia Vizitiu je 9 | ŽRK Budućnost Podgorica Cristina Neagu 18 | 2.000 Zuschauer      | 3.500 Zuschauer      | 49 : 61 |

## Final Four

### Qualifizierte Teams
Für das Final Four qualifiziert waren:
| CSM Bukarest Győri ETO KC ŽRK Vardar SCBT ŽRK Budućnost Podgorica |

### Halbfinale
Die Halbfinalspiele fanden am 7. Mai 2016 statt. Der Gewinner jeder Partie zog in das Finale der EHF Champions League 2016 ein.
| Mannschaft 1            | Endergebnis       | Mannschaft 2    | Datum und Zeit          |
| ----------------------- | ----------------- | --------------- | ----------------------- |
| ŽRK Budućnost Podgorica | 20 : 21 (08 : 11) | Győri ETO KC    | 07.05.16, Sa. 15:15 Uhr |
| CSM Bukarest            | 27 : 21 (14 : 09) | ŽRK Vardar SCBT | 07.05.16, Sa. 17:45 Uhr |

#### 1. Halbfinale
7. Mai 2016 in Budapest, Papp László Budapest Sportaréna, 11.000 Zuschauer.
ŽRK Budućnost Podgorica: Nenezić, Žderić – Neagu  (6), Bulatović   (4), Raičević (4), Mehmedović (2), Petrović   (2), Jauković (1), Pavićević (1), Achruk, Agović, Cvijić  , Irman, Kovačević, Pavićević, Ramusović
Győri ETO KC: Kiss, Grimsbø – Groot (4), Løke (4), Sulland (4), Amorim    (3), Kovacsics (2), Broch   (1), Görbicz (1), Hársfalvi (1), Knedlíková (1), Alstad, Hudák, Lakatos, Orbán , Tóth
Schiedsrichter:  Radojko Brkic und Andrei Jusufhodzic
Quelle: Spielbericht

#### 2. Halbfinale
7. Mai 2016 in Budapest, Papp László Budapest Sportaréna, 10.000 Zuschauer.
CSM Bukarest: Grubišić, Iordache, Pessoa – Rodrigues Belo (5), Brădeanu (4), Gulldén  (4), Jørgensen  (4), Manea  (4), Bazaliu (2), Fisker (2), Martín  (1), Vărzaru (1), Curea, Nan , Torstenson , Wetkowa
ŽRK Vardar SCBT: Leynaud, Suslina – Lekić (6), Dembélé (4), Lazović   (2), Radičević (2), Althaus  (1), Čović (1), Damnjanović (1), Chmyrowa (1), Klikovac  (1), Penezić  (1), Sokač (1), Tschernoiwanenko, Ichnewa, Ristovska
Schiedsrichter:  Joanna Brehmer und Agnieszka Skowronek
Quelle: Spielbericht

### Kleines Finale
Das Spiel um Platz 3 fand am 8. Mai 2016 statt. Der Gewinner der Partie ist Drittplatzierter der EHF Champions League 2016.
| Mannschaft 1    | Endergebnis       | Mannschaft 2            | Datum und Zeit          |
| --------------- | ----------------- | ----------------------- | ----------------------- |
| ŽRK Vardar SCBT | 30 : 28 (14 : 16) | ŽRK Budućnost Podgorica | 08.05.16, So. 15:15 Uhr |

8. Mai 2016 in Budapest, Papp László Budapest Sportaréna, 11.000 Zuschauer.
ŽRK Vardar SCBT: Leynaud, Suslina – Penezić (7), Radičević (6), Lazović (4), Chmyrowa (3), Althaus  (2), Čović  (2), Damnjanović (2), Dembélé   (2), Ichnewa (1), Klikovac (1), Grbić, Lekić, Sokač, Ristovska
ŽRK Budućnost Podgorica: Nenezić, Žderić – Neagu (8), Bulatović  (5), Mehmedović (4), Raičević   (4), Petrović (3), Jauković  (2), Cvijić    (1), Pavićević (1), Achruk, Irman, Kovačević, Malović, Pletikosić, Ramusović
Schiedsrichter:  Karina Christiansen und Line Hesseldal Hansen
Quelle: Spielbericht

### Finale
Das Finale fand am 8. Mai 2016 statt. Der Gewinner der Partie ist Sieger der EHF Champions League 2016.
| Mannschaft 1 | Endergebnis                               | Mannschaft 2 | Datum und Zeit          |
| ------------ | ----------------------------------------- | ------------ | ----------------------- |
| CSM Bukarest | 29 : 26 (25 : 25, 22 : 22, 13 : 12) n. S. | Győri ETO KC | 08.05.16, So. 17:45 Uhr |

8. Mai 2016 in Budapest, Papp László Budapest Sportaréna, 12.000 Zuschauer.
CSM Bukarest: Grubišić, Iordache, Pessoa – Gulldén (15), Martín (4), Manea  (3), Torstenson   (3), Rodrigues Belo  (2), Brădeanu  (1), Vărzaru (1), Bazaliu, Curea, Fisker, Jørgensen, Nan, Wetkowa
Győri ETO KC: Kiss, Grimsbø – Løke  (8), Amorim    (5), Groot  (4), Kovacsics (3), Sulland (3), Broch  (1), Görbicz (1), Knedlíková (1), Alstad, Hársfalvi, Hudák, Lakatos, Orbán, Tóth
Schiedsrichter:  Kjersti Arntsen und Guro Røen
Quelle: Spielbericht

## Statistiken

### Torschützenliste
Die Torschützenliste zeigt die drei besten Torschützinnen in der EHF Champions League der Frauen 2015/16.
Zu sehen sind die Nation der Spielerin, der Name, die Position, der Verein, die gespielten Spiele, die Tore und die Ø-Tore.
| Pl. | Nation   | Spieler           | Pos. | Verein                  | Sp. | Tore | Ø    |
| --- | -------- | ----------------- | ---- | ----------------------- | --- | ---- | ---- |
| 1.  | Schweden | Isabelle Gulldén  | (RM) | CSM Bukarest            | 16  | 108  | 6,75 |
| 2.  | Russland | Jekaterina Iljina | (RM) | GK Rostow am Don        | 14  | 97   | 6,93 |
| 3.  | Rumänien | Cristina Neagu    | (RL) | ŽRK Budućnost Podgorica | 16  | 94   | 5,88 |